# Опричник (опера)
«Опри́чник» — опера П. И. Чайковского на либретто композитора по одноимённой трагедии И. И. Лажечникова.
Написана в 1870—1872 годах, премьера состоялась 12 апреля 1874 года в Мариинском театре (дирижёр Э. Ф. Направник).

## История постановок
Премьера оперы состоялась 12 апреля 1874 в Мариинском театре (дирижёр Эдуард Направник). Партии исполняли: Жемчужный — Васильев 1-й, Наталья — Рааб, Митьков — Соболев, Морозова — Крутикова, Андрей — Орлов, Басманов — Васильев 2-й, Вязьминский — Мельников, Захарьевна — Шредер.
4 мая 1875 — первая постановка в Москве, в Большом театре (дирижёр Мертен; Жемчужный — Демидов, Наталья — Смельская, Морозова — Кадмина, Андрей — Додонов, Вязьминский — Радонежский, Басманов — Аристова).
В 1897 году на сцене театра Солодовникова, постановка Московской частной русской оперы (Митьков — Шевелёв, Андрей — Секар-Рожанский, Вязьминский — Шаметин).
1897, возобновлена в Мариинском театре (дирижёр Направник, режиссёр Кондратьев, художники Яковлев, Шишков, балетмейстер Иванов; Жемчужный — Серебряков, Наталья — Куза, Морозова — Славина, Андрей — Ершов).
1899, Большой театр (дирижёр Альтани; Наталья — Маркова, Морозова — Крутикова, Андрей — Кошиц и Фигнер).
1904, Большой театр (дирижёр Рахманинов; Жемчужный — Трезвинский, Наталья — Салина).
1911, Оперный театр Зимина, Москва (дирижёр Палицын, режиссёр Оленин, художник Маторин; Андрей — Дамаев, Наталья — Милова, Морозова — Остроградская, Жемчужный — Трубин).
Другие постановки: Киев (1874, 1915), Казань (1878), Харьков (1880), Рига (1903), Хельсинки (1908).
На советской сцене впервые поставлена 2 марта 1924 в Киеве (дирижёр Л. Штейнберг).
1940, Свердловский театр оперы и балета (дирижёр Маргулян, режиссёр Колосов, хормейстер Преображенский, балетмейстер Кононович, художник Н. Коровин; Наташа — Колодуб, Андрей — Аграновский, Морозова — Белоусова, Басманов — Лубенцова, Вязьминский — Щадин, Митьков — Столяров, Жемчужный — Юшков, Захарьевна — Летемипа).
1999, Государственный академический Большой театр России. Музыкальный руководитель и дирижёр — М. Ф. Эрмлер, режиссёры-постановщики — И. А. Молостова, Н. И. Кузнецов, художник-постановщик — Ю. С. Устинов, художник по костюмам — И. М. Акимова, балетмейстер-постановщик — Ю. В. Папко. Наталья — Мария Гаврилова, Елена Зеленская; Андрей — Николай Васильев, Павел Кудрявченко; боярыня Морозова — Татьяна Ерастова, Ольга Терюшнова, Ирина Долженко; Федор Басманов — Александра Дурсенева, Марина Шутова, Ирина Оганесова; князь Вязьминский — Владислав Верестников, Александр Науменко, Александр Киселёв; князь Жемчужный — Вячеслав Почапский, Николай Низиенко.
Другие постановки: Горький, Фрунзе (1957), Харьков (1958).
9 ноября 2015 года в концертном зале Мариинского театра состоялась премьера новой постановки (дирижёр — Валерий Гергиев).

## Записи
- 1948 — дирижёр Александр Орлов, хор и оркестр Всесоюзного радио.

Исполнители: князь Жемчужный — Алексей Королёв, Наталья — Наталья Рождественская, Молчан Митьков — Всеволод Тютюнник, боярыня Морозова — Людмила Легостаева, Андрей Морозов — Дмитрий Тархов, Басманов — Зара Долуханова, князь Вязьминский — Константин Поляев, Захарьевна — Антонина Клещёва.
- 1980 — дирижёр Геннадий Проваторов, Большой хор Центрального телевидения и Всесоюзного радио, Симфонический оркестр Центрального телевидения и Всесоюзного радио.

Исполнители: князь Жемчужный — Евгений Владимиров, Наталья — Тамара Милашкина, Молчан Митьков — Владимир Маторин, боярыня Морозова — Лариса Никитина, Андрей Морозов — Лев Кузнецов, Басманов — Раиса Котова, князь Вязьминский — Олег Клёнов, Захарьевна — Нина Дербина.
- 2003 — дирижёр Геннадий Рождественский, Orchestra e Coro del Teatro Lirico di Cagliari.

Исполнители: князь Жемчужный — Василий Савенко, Наталья — Елена Ласосская, Молчан Митьков — Дмитрий Ульянов, боярыня Морозова — Ирина Долженко, Андрей Морозов — Всеволод Гривнов, Басманов — Александра Дурсенёва, князь Вязьминский — Владимир Огновенко, Захарьевна — Cinzia De Mola.